# 英國陸軍架構
本條目列出目前的英國陸軍架構（Structure of the British Army）。

## 簡介

### 軍團系統與名稱歧義
英國陸軍的架構不斷隨著時代演變，卻一直受到「軍團系統」（Regimental System）影響。在「軍團系統」之下，英國陸軍以Regiment（現代團級單位）及Battalion（營級單位）為軍隊核心。軍團本身就是兼具行政和作戰行動的獨立組織，由軍團長（一般是上校）及營長（一般是中校）負責軍團的行政、招募、訓練和戰術指揮。軍團之間乃至各營之間都互不統屬，士兵也不能未經本人同意而被調到其他營或軍團。由於軍團只會在特定區域招募，入伍士兵往往來自同一家族、鄰里、甚至是父子相承。長年累月，士兵培養出強烈的「軍團榮譽」（Esprit de corps）心態，往往是以所屬的軍團甚至營為依歸。英國陸軍的「軍團系統」早在19世紀已經發展成熟，與歐陸國家發展的「大陸系統」（Continental System）截然不同。「大陸系統」是以Division（現代師級單位）為核心，團長和營長只是聽從上級執行招募、訓練和作戰等等任務，師長也可以隨意將士兵調到其他的團或營，很少出現以軍團為本的身份認同及傳統文化。
經歷兩次世界大戰的徵兵制時期，英國陸軍在1948年起陸續把軍團的行政職能整合到旅級（Brigade）和後來的師級（Division），逐漸構成「師—旅—團」三級行政體系。比如「蘇格蘭高地旅」在1948年成立，下轄「黑衛士兵團」、「高地輕步兵團」、「西福士高地兵團」、「戈頓高地兵團」、「女王直屬金馬倫高地兵團」、「亞皆及修打蘭高地兵團」，招募地區為蘇格蘭高地。1968年，陸軍又將現役的步兵軍團劃分為六個「師」（Division），包括「衛兵師」、「蘇格蘭師」、「國王師」、「威爾斯親王師」、「女王師」、「輕步兵師」。這些「旅」和「師」只負責整合軍團行政、招募和訓練，並非作戰編制。現代英軍的作戰編制主要建基於戰鬥群（Battlegroup，美國稱為特遣隊），組合不同軍團派出的部隊。
「軍團系統」令到英軍的行政架構異常複雜，每當英國政府嘗試裁撤或合併軍團，必然引起保存「軍團榮譽」的爭議。這使到英國陸軍時常需要為部隊更改名稱，容易引起混亂。比如，為配合裁軍及冷戰形勢，《1957年英國國防白皮書》按照地區重新劃分14個旅，只保留49個現役步兵軍團。「高地輕步兵團」因此被編屬到「蘇格蘭低地旅」，與「皇家蘇格蘭火槍團」合併，成為「皇家高地火槍團」。「西福士高地兵團」則與「金馬倫高地兵團」合併，成為「女王直屬高地兵團」。
另外，長年的地方軍區整合和軍事改革，也令到陸軍的「旅級」和「師級」行政體制變動頻仍。同一名稱或編號的「旅」和「師」，在不同時期可以有完全不同角色。比如「蘇格蘭低地旅」就同時是二戰時期的一個作戰編制。又如上文提到1968年成立的六個師，輕步兵師已經在2007年合併到來福槍步兵團，而國防部也在2016年底宣佈將會合併蘇格蘭師和威爾斯親王師，成為「蘇格蘭、威爾斯及愛爾蘭師」。
英國陸軍有不少以Corps為名的部隊，因為「軍團系統」而與Regiment的性質非常接近，也容易產生歧義。在19世紀，英國陸軍分別有「皇家砲兵團」（Royal Artillery）和「皇家工兵」（Corps of Royal Engineers）兩個以Corps為單位的部隊。這些士兵不能未經本人同意而調到其他的Corps，卻可以在Corps內的營級單位自由調遣。「皇家砲兵團」在1899年拆分出三個部隊，其中「皇家野戰砲兵團」（Royal Field Artillery）和「皇家騎馬砲兵團」（Royal Horse Artillery）合組為一個Corps，「皇家衛戍砲兵團」獨立成為另一個Corps。1920年代，英國陸軍將這些砲兵團重新整合到「皇家砲兵團」旗下，但「皇家騎馬砲兵團」的編制仍然保留，以延續其「軍團榮譽」。不少以Corps為名的後勤部隊，如皇家陸軍獸醫部隊，也是以類似形式編組及命名。這些Corps不能按字面與軍級對應，也不能按階級與旅級或團級單位比對，必須從英國陸軍的發展脈絡理解。最後，除了香港殖民地的官報及零散材料外，英國政府及軍方未有為陸軍部隊提供官方中文譯名或翻譯準則。這使到英國陸軍的Corps和Regiment在華文界沒有統一譯名，常見的稱呼有「團」、「兵團」、「軍團」、「部隊」等等，閱讀時需要注意。

### 陸軍2020改革（Army 2020 Refine）
踏入21世紀，英國陸軍架構主要受兩個環境因素影響。第一，冷戰結束後，英國陸軍規模持續縮減，導致多個組織和部隊需要重編。事實上英國政府在冷戰後已經著手重組陸軍，包括1990年公佈的《應變縮編計劃》（Options for Change），以及1998年《英國國防總檢討》（Strategic Defence Review）。第二，2000年代反恐戰爭爆發，令到英軍需要改組。這系列政策包括《2003年英國國防政策白皮書》（Delivering Security in a Changing World，更新自1998年總檢討），以及《2010年英國國防總檢討》。
隨著英軍逐步退出伊拉克戰爭和阿富汗戰爭，並預備撤回所有駐德英軍，英國政府在2010年提出「陸軍2020」方案，目標是在2020年前完全重組陸軍，應付新國際形勢。根據2013年公佈的方案，陸軍將會整編為「應急部隊」（Reaction Force）、「適應部隊」（Adaptable Force）、「後援部隊」（Force Troops）共三線部隊。「應急部隊」負責一線應急作戰，隨時準備進行海外干涉；「適應部隊」負責增援一線部隊、參與各種本土和海外任務；「後援部隊」則為前兩者提供各種「專業兵」（Specialist troops）支援。在新的架構下，預備役部隊在非戰爭時期亦會和正規軍部隊結成配對，同步訓練、執勤和待機。
「陸軍2020」改革已經進行超過六年，陸軍也在2013年公佈改革框架，但不少細節仍然未有定案。2015年，英國政府發表《2015年英國國防總檢討》，提出陸軍2020改良方案。受到伊斯蘭國和烏克蘭危機影響，新方案決定提高英軍的應急備戰能力，建議在2025年前設立兩個「快速打擊旅」（Strike Brigade），改組數個步兵軍團為專業兵種，並裁撤重組多個部隊。由於英國國防部尚未公佈新改革的細節，陸軍架構在可見將來仍有相當多改動。下文將按照「陸軍2020」2013年的框架分述英國陸軍行政架構（適應部隊的軍團輪調以2016年9月1日為準），再補充2015年後提出的改動。

#### 重啟第6師
《衛報》（The Guardian）報導，重啟的第6師以原本的陸軍「後備部隊指揮部」（Force Troops Command）為主體，原本就是英軍專職不對稱作戰、情報與反情報任務、電子、網路戰，以及其他非傳統作戰任務的單位，加上其他特戰單位，組成編制14500人的第6師，成為英國陸軍首支專職資訊戰的勁旅。
　這項編制的調整，屬於英國在2010年時所提出「陸軍2020年重組」（Army 2020 Refine）計畫的一部分，未來英國陸軍3個現役師級單位分工將更為明確。其中，第1師著重於後勤、工程以及醫療領域，第3師是主要的實戰單位，第6師專職對抗假訊息與執行特戰任務。

## 行政架構

### 司令部
「司令部」（Command）包括總司令部和多個地方軍區司令部。2011年，「英國陸軍總司令部」正式成立，成為陸軍最高指揮架構，總部設於漢普郡安德沃。新總司令部由英國陸軍參謀總長（三星軍階）指揮，向上級「常設聯合司令部」問責，並取代原有的陸軍總司令一職（Commander-in-Chief, Land Forces，四星軍階）。參謀總長以下共有四個中將職位，包括副參謀長（Deputy Chief of the General Staff）、陸軍司令官（Commander Land Forces，2015年改稱Commander Field Army）、盟軍快速反應部隊司令（Commander Allied Rapid Reaction Corps），以及本土司令官（Commander Home Command）。
「陸軍總司令部」統轄「第3師」（應急部隊）、「第16空中突擊旅」、「第1師」（適應部隊）、「後援部隊司令部」（後援部隊）、「聯合直升機司令部」、以及「倫敦軍區」。聯合直升機司令部的部隊主要來自英國陸軍航空兵團，而倫敦軍區則主要由英國御林軍的儀仗隊組成。
除了倫敦軍區以外，英國其他的地方軍區早在1995年已經陸續被第2、第4、第5步兵師取而代之。這三個步兵師也在2011年到2012年遭到解散，原有職能分別併入「軍區司令部」（Regional Command，同樣設於安德沃）以及「地方軍區指揮部」（Regional Point of Command）。目前英國陸軍將「地方軍區指揮部」下放到適應部隊的七個步兵旅和後援部隊的兩個步兵旅的旅部，職責主要是國土安全和各種社區工作。這使到該九個步兵旅同時兼具軍事和一定民事職能。在行政架構上，這九個步兵旅繼續直屬於第1師及後援部隊司令部，唯獨「地方軍區指揮部」直接向「軍區司令部」負責。

### 應急部隊
「應急部隊」（Reaction Force）包括「第3師」的「第1裝甲步兵旅」、「第12裝甲步兵旅」、「第20裝甲步兵旅」，加上「第101後勤旅」和「第16空中突擊旅」組成，師部設於威爾特郡貝福特軍營。三個步兵旅採用三年三班制（12個月待機、12個月密集訓練、12個月值勤），而空中突擊旅則分成待機和值勤兩組。另外，預備役的皇家威塞克斯義勇騎兵團將與三個步兵旅的裝甲騎兵團配對。應急部隊在2013年的公佈架構如下：
| 應急部隊 第3師 |                                                                   |                                                      |                                                                              |
| 兵種           | 第1裝甲步兵旅                                                     | 第12裝甲步兵旅                                       | 第20裝甲步兵旅                                                               |
| 裝甲騎兵       | 皇家騎兵軍團 Household Cavalry Regiment                           | 皇家槍騎兵團 Royal Lancers                           | 皇家龍騎兵衛隊 Royal Dragoon Guards                                          |
| 裝甲兵         | 皇家戰車兵團 Royal Tank Regiment                                  | 國王皇家驃騎兵團 King's Royal Hussars                | 女王皇家驃騎兵團 Queen's Royal Hussars                                       |
| 裝甲兵預備役   | 皇家威塞克斯義勇騎兵團 Royal Wessex Yeomanry                      | 皇家威塞克斯義勇騎兵團 Royal Wessex Yeomanry         | 皇家威塞克斯義勇騎兵團 Royal Wessex Yeomanry                                 |
| 裝甲步兵（1）  | 皇家燧發槍軍團第1營 1st Battalion The Royal Regiment of Fusiliers | 約克郡軍團第1營 1st Battalion The Yorkshire Regiment | 來福槍步兵團第5營 5th Battalion The Rifles                                   |
| 裝甲步兵（2）  | 默西亞軍團第1營 1st Battalion The Mercian Regiment                | 皇家威爾斯步兵團第1營 1st Battalion The Royal Welsh  | 威爾斯王妃皇家軍團第1營 1st Battalion The Princess of Wales's Royal Regiment |
| 重裝甲機動步兵 | 來福槍步兵團第4營 4th Battalion The Rifles                        | 蘇格蘭衛隊第1營 1st Battalion Scots Guards           | 皇家蘇格蘭兵團第4營 4th Battalion The Royal Regiment of Scotland             |

| 第16空中突擊旅 16 Air Assault Brigade |                                                                                           |                                                                                           |
| 兵種                                  |                                                                                           |                                                                                           |
| 傘兵                                  | 傘兵軍團第2營 2nd Battalion The Parachute Regiment                                        | 傘兵軍團第3營 3rd Battalion The Parachute Regiment                                        |
| 傘兵預備役                            | 傘兵軍團第4營 4th Battalion The Parachute Regiment                                        | 傘兵軍團第4營 4th Battalion The Parachute Regiment                                        |
| 攻擊直升機                            | 陸軍航空兵第3團 3 Regiment Army Air Corps                                                 | 陸軍航空兵第4團 4 Regiment Army Air Corps                                                 |
| 航空預備役                            | 陸軍航空兵第5團 6 Regiment Army Air Corps                                                 | 陸軍航空兵第5團 6 Regiment Army Air Corps                                                 |
| 近接火砲支援                          | 皇家騎馬砲兵團第7傘兵營 7th Parachute Battalion Royal Horse Artillery                     | 皇家騎馬砲兵團第7傘兵營 7th Parachute Battalion Royal Horse Artillery                     |
| 近接工兵支援                          | 第23傘兵工兵團 23 Engineer Regiment (Air Assault)                                         | 第23傘兵工兵團 23 Engineer Regiment (Air Assault)                                         |
| 空中突擊訊號兵                        | 第216傘兵訊號戰隊 216 (Parachute) Signal Squadron                                         | 第216傘兵訊號戰隊 216 (Parachute) Signal Squadron                                         |
| 近接後勤支援                          | 第13傘兵後勤團 13 (Air Assault) Support Regiment The Royal Logistic Corps                 | 第13傘兵後勤團 13 (Air Assault) Support Regiment The Royal Logistic Corps                 |
| 醫護兵                                | 第16醫護團 16 Medical Regiment                                                            | 第16醫護團 16 Medical Regiment                                                            |
| 空中突擊支援                          | 皇家電機機械工兵第7營 7 (Air Assault) Battalion Royal Electrical and Mechanical Engineers | 皇家電機機械工兵第7營 7 (Air Assault) Battalion Royal Electrical and Mechanical Engineers |

2016年12月15日，英國國防部提出將「應急部隊」由三個裝甲步兵旅改為兩個裝甲步兵旅和兩個快速打擊旅。是次擴軍將提升英軍的應急能力。陸軍將在2017年重新研究新的應急部隊編組，而第一個快速打擊旅將由皇家騎兵軍團、國王皇家驃騎兵團、蘇格蘭衛隊第1營、皇家蘇格蘭兵團第4營、及若干輔助部隊組成。皇家蘇格蘭兵團第1營（適應部隊）、來福槍步兵團第4營（應急部隊）將在2019年前改組為專業部隊，而現時駐守塞浦路斯、直屬聯合司令部的威爾斯王妃皇家軍團第2營、蘭開斯特公爵軍團第2營，將在2020年改組為專業部隊。

### 適應部隊
「適應部隊」（Adaptable Force）主要由「第1師」的7個步兵旅組成，師部設於約克英帕爾軍營。這7個步兵旅的旅部同時設有「地方軍區指揮部」（Regional Point of Command），包括「第51步兵旅」（蘇格蘭指揮部）、「第7步兵旅」（東區指揮部）、「第4步兵旅」（東北區指揮部）、「第11步兵旅」（東南區指揮部）、「第38愛爾蘭步兵旅」（北愛爾蘭指揮部）、「第42步兵旅」（西北區指揮部）、「第160步兵旅」（威爾斯指揮部）。「第102後勤旅」負責第1師的後勤需要。
「適應部隊」的主要任務包括短期海外執勤（Roulement，一般為期六個月）、常駐海外任務（如塞浦路斯和汶萊）、海外聯軍作戰、基地維護、本土防衛及各種社會任務（包括部分隸屬倫敦軍區的儀仗隊）。所有步兵旅內部都採用三年三班制（12個月待機、12個月密集訓練、12個月值勤），每年大約有1個輕騎兵團、2個輕裝甲機動步兵團、3個輕步兵團、配對的預備役部隊可以值勤。適應部隊在2013年的公佈架構如下：
| 適應部隊 第1師      |                                                                                               |                                                                              |                                                      |                                                                 |                                                                                            |                                                                      |                                            |
| 兵種                | 第51蘇格蘭步兵旅                                                                              | 第7東區步兵旅                                                                | 第4東北步兵旅                                        | 第11東南步兵旅                                                  | 第38愛爾蘭步兵旅                                                                           | 第42西北步兵旅                                                       | 第160威爾斯步兵旅                          |
| 輕騎兵              | 皇家蘇格蘭龍騎兵衛隊 The Royal Scots Dragoon Guards                                           | 第1女王龍騎兵衛隊 1st The Queen Dragoon Guards                               | 輕龍騎兵團 The Light Dragoons                        |                                                                 |                                                                                            |                                                                      |                                            |
| 輕騎兵預備役        | 蘇格蘭及北愛爾蘭義勇騎兵團 Scottish and North Irish Yeomanry                                  | 皇家義勇騎兵團 The Royal Yeomanry                                            | 女王直屬義勇騎兵團 Queen's Own Yeomanry              |                                                                 |                                                                                            |                                                                      |                                            |
| 輕裝甲機動步兵（1） | 來福槍步兵團第3營 3rd Battalion The Rifles                                                    | 皇家盎格魯軍團第2營 2nd Battalion The Royal Anglian Regiment                 | 約克郡軍團第2營 2nd Battalion The Yorkshire Regiment | 威爾斯衛隊第1營 1st Battalion Welsh Guards                      |                                                                                            |                                                                      |                                            |
| 輕步兵預備役（1）   | 皇家火槍軍團第5營 5th Battalion Royal Regiment of Fusiliers                                   | 皇家盎格魯軍團第3營 3rd Battalion The Royal Anglian Regiment                 | 約克郡軍團第4營 4th Battalion The Yorkshire Regiment | 皇家威爾斯步兵團第3營 3rd Battalion The Royal Welsh             |                                                                                            |                                                                      |                                            |
| 輕裝甲機動步兵（2） | 皇家蘇格蘭兵團第3營 The Black Watch 3rd Battalion The Royal Regiment of Scotland              | 皇家愛爾蘭軍團第1營 1st Battalion The Royal Irish Regiment                   |                                                      |                                                                 |                                                                                            |                                                                      |                                            |
| 輕步兵預備役（2）   | 皇家蘇格蘭兵團第7營 51st Highland Volunteers 7th Battalion The Royal Regiment of Scotland     | 皇家愛爾蘭軍團第2營 2nd Battalion The Royal Irish Regiment                   |                                                      |                                                                 |                                                                                            |                                                                      |                                            |
| 輕步兵（1）         | 皇家蘇格蘭兵團第2營 The Royal Highland Fusiliers 2nd Battalion The Royal Regiment of Scotland | 皇家盎格魯軍團第1營 1st Battalion The Royal Anglian Regiment                 |                                                      | 擲彈兵衛隊第1營 1st Battalion Grenadier Guards                  | 皇家蘇格蘭兵團第1營 The Royal Scots Borderers 1st Battalion The Royal Regiment of Scotland | 默西亞軍團第2營 2nd Battalion The Mercian Regiment                   | 來福槍步兵團第1營 1st Battalion The Rifles |
| 輕步兵預備役（1）   | 皇家蘇格蘭兵團第6營 52nd Lowland Volunteers 7th Battalion The Royal Regiment of Scotland      | 威爾斯王妃皇家軍團第3營 3rd Battalion The Princess of Wales's Royal Regiment |                                                      | 倫敦軍團 The London Regiment                                    | 未定                                                                                       | 默西亞軍團第4營 4th Battalion The Mercian Regiment                   | 來福槍步兵團第6營 6th Battalion The Rifles |
| 輕步兵（2）         |                                                                                               |                                                                              |                                                      | 皇家啹喀來福槍步兵團第1營 1st Battalion The Royal Gurkha Rifles | 來福槍步兵團第2營 2nd Battalion The Rifles                                                 | 蘭開斯特公爵軍團第2營 2nd Battalion The Duke of Lancaster's Regiment |                                            |
| 輕步兵預備役（2）   |                                                                                               |                                                                              |                                                      | 未定                                                            | 來福槍步兵團第7營 7th Battalion The Rifles                                                 | 蘭開斯特公爵軍團第4營 4th Battalion The Duke of Lancaster's Regiment |                                            |

### 後援部隊
「後援部隊」整合了砲兵和各種專業兵種，為應急部隊及適應部隊提供各種支援。「後援部隊」由八個旅組成，其中「第1砲兵旅」（近接火砲支援）和「第11訊號旅」（各種訊息通訊）設有「地方軍區指揮部」，負責西南區和西密德蘭。另外六個旅包括「第8工兵旅」（工程、基建、爆炸品）、「第1訊號旅」（支援北約盟軍快速反應部隊及聯合快速反應部隊）、「第104後勤旅」（海港維護及郵遞）、「第2醫護旅」（軍醫）、「第1情報旅」（情報搜集、無人機、電子戰）、及「第1軍警旅」。

### 其他作戰部隊
英國陸軍尚有多支部隊直屬於聯合司令部，包括英国驻塞浦路斯部队、駐汶萊英軍、駐福克蘭群島英軍、陸軍特種部隊。這些地方由英國派出本土軍團駐守，通常每兩至三年輪換一次。直布羅陀自1991年起就沒有常駐本土軍團，陸軍防務由皇家直布羅陀軍團負責。部分陸軍部隊也曾混編到英國皇家海軍陸戰隊的第3突擊旅。